# TOC (magazine)
Pour les articles homonymes, voir Toc.
TOC : la société interviewée était un mensuel généraliste français indépendant créé en octobre 2003 par Arnauld Champremier-Trigano et Pierre Cattan. 29 numéros ont été édités d'octobre 2003 à avril 2007.
Il était principalement constitué d'entretiens, et accueillait aussi dans ses pages les chroniques de Tristan Mendès France, Nadia Tiourtite, Stéphane Pocrain, Iman Bassalah, Marc Villemain, Abel Mestre, Tania de Montaigne et d'autres encore. Il a gagné le prix spécial du jury du concours « Les Magazines de l'année 2005 » organisé par le Syndicat de la presse magazine et d'information.
Recentrée sur la campagne présidentielle de 2007, pendant sa dernière période, la ligne éditoriale de TOC donnait de plus en plus de place à des acteurs de la société civile, afin d'apporter des idées neuves dans le débat politique français[réf. nécessaire].